# Conversie (informatica)
Conversie is in de informatica meestal het omzetten van een bepaald bestandstype naar een ander bestandstype. Voorbeelden hiervan zijn JPEG-bestanden omzetten naar PNG of AVI naar WMV. Ook bij het omzetten van een tekstbestand met UTF-8-indeling naar ASCII-indeling spreekt men van conversie. Conversie kan nuttig zijn om een bestand te openen dat normaal gezien niet meer toegankelijk was door het ontbreken van de ondersteuning voor een bepaald bestandsformaat. 

## Conversiesoftware
Er kunnen programma's gebruikt worden voor het omzetten van gegevens:
- Alien, een programma dat installatieformaten converteert
- Any Video Converter, een programma om te converteren tussen verschillende videoformaten
- FFmpeg, een programma dat audio- en videostreams converteert

Verder bestaan er ook online websites om specifieke bestandstypes om te zetten.

## Toepassingen
- Video-uploadwebsites (zoals YouTube, Dailymotion en Vimeo) maken gebruik van conversie om bestanden te converteren naar een ander formaat. Men kan bijvoorbeeld een bestand uploaden in het AVI-bestandsformaat en vervolgens de video bekijken in HTML5 of H.264.
- Microsoft Office Word kan .docx-bestanden converteren naar .doc-bestanden.

## Verlies of onjuiste conversie
Het doel van conversie is het behoud van alle gegevens in de meest volledige vorm. Dit kan alleen als het doelformaat dezelfde mogelijkheden ondersteunt als het bronbestand. Conversie van een opgemaakt tekstverwerkingsbestand naar platte tekst betekent verlies van opmaak, omdat het doelformaat dit niet ondersteunt. Als gevolg hiervan wordt dit soort conversies zelden uitgevoerd. Bij het converteren is het daarom belangrijk dat de indeling van het bronbestand past binnen de mogelijkheden van het doeltype.